# 스페인의 여자 가수 목록
다음은 스페인의 여자 가수 목록이다.

## 가
- 엘레나 게델

## 나
- 모니카 나랑호

## 다
- 로시오 두르칼
- 나탈리아 디센타

## 라
- 로사나
- 루트 로렌소
- 필라르 로렝가르
- 크리스티나 로센빙
- 로사 로페스
- 베아트리스 루엥고

## 마
- 마리솔
- 루시아 마스 가르시아
- 마이 메네세스
- 라쿠엘 멜레르
- 로사 모레나
- 에스트렐라 모렌테
- 클라라 몬테스
- 사라 몬티엘
- 나티 미스트랄

## 바
- 바레이
- 콘티타 바우티스타
- 파트리시아 발메스
- 파시온 베가
- 알론드라 벤틀레이
- 아나 벨렌
- 마리아 델 마르 보네트
- 콘차 부이카

## 사
- 암페로 산체스

## 아
- 마라 아란다
- 카르멘 아리사
- 에바 아마랄
- 레메디오스 아마야
- 아수세나
- 아일린
- 마리아 에스파다
- 마리아 우리스
- 미렌 이사
- 이레네B

## 차
- 체노아

## 카
- 산드라 카라소
- 몬트세라트 카발레
- 루스 카살
- 에스트렐리타 카스트로
- 칼라이타
- 마리올라 칸타레로
- 도라 라 코르도베시타
- 콘치타

## 타
- 루이사 토레스

## 파
- 카르멘 파리스
- 이사벨 판토하
- 실비아 페니데
- 크리스티나 페렐레스
- 마리아 델 마르 페르난데스
- 메르세데스 페온
- 마리미 델 포호
- 리디아 푸홀
- 롤라 플로레스
- 몬세라트 피구에라스

## 하
- 로시오 후라도
- 레베카 히메네스
- 히셀라